# Никишин, Алексей Игоревич
Алексе́й И́горевич Ники́шин (род. 29 апреля 1976, Москва) — российский фотограф, член Международного союза художников (IFA UNESCO), Союза художников России и Союза фотохудожников России. Автор фотопроекта «В роли себя» — цикла из нескольких выставок психологических портретов известных российских рок-музыкантов, актёров театра и кино, телевидения и шоу-бизнеса.

## Биография
Имеет высшее техническое образование. Фотосъёмкой занимается с детства, профессионально — с 2000 года. Фотографии учился на работах известных западных фотографов: Арнольда Ньюмана, Ричарда Аведона, Анри Картье-Брессона, Дэвида Лашапеля, Хельмута Ньютона, Херба Ритса, Хорста П. Хорста, Ирвина Пенна, Йозефа Куделки, Роберта Мэпплторпа, Марио Джакомелли, Мартина Парра, Питера Линдберга, Яна Саудека и других.
Известен более по публикациям в западных журналах и выставкам за рубежом, в России выставляется с 2007 года. Автор ряда статей о фотографии в российских и западных журналах.
В авторском портфолио — психологический портрет, фотографии моды, обнаженная натура (ню), жанровая фотография (жанр), эмоциональная свадебная фотография, дизайн. Перед объективом фотохудожника побывали звезды российского театра и кино, эстрады и шоу-бизнеса. Для его авторских проектов ему позировали Андрей Макаревич, Евгений Маргулис, Вячеслав Бутусов, Сергей Галанин, Владимир и Сергей Кристовские (гр. «Uma2rmaH»), Вадим и Глеб Самойловы (гр. «Агата Кристи»), Чулпан Хаматова, Анна Большова, Марина Александрова, Валерий Ярёменко, Антон Макарский, Александр Збруев, Артур Смольянинов, Игорь Кваша, Анастасия Волочкова, Виктор Вержбицкий, Марина Голуб, Роман Виктюк, Павел Любимцев, Елена Шанина, Владимир Этуш, Татьяна Геворкян, резиденты «Comedy Club» и другие.
Известен как разработчик креативных концепций, автор и продюсер интернет-проектов, таких как интернет-магазин «Техносила», интернет-магазин «Техмаркет», интернет-сайты сети «OGGI», модельных агентств «Point» и «Modus Vivendis», «Московская сотовая связь», «ЭФСИ». Им разработаны и проведены рекламные кампании для «Беталинк», «Сотино», «Цифроград» и «Риолиз».

## Проекты
- Проект «В роли себя. Часть 2. Перевоплощение» — психологические портреты звезд театра и кино. Галерея «FotoLoft» / «Винзавод», Москва, 2008. Экспозиция входит в официальную программу «Фотобиеннале 2008», проводимого Московским домом фотографии.
- Проект «В роли себя. Часть 1. Музыка» — психологические черно-белые портреты звезд русской рок-музыки. Галерея «FotoLoft» / «Винзавод», Москва, 2008.
- Фэшн арт-проект «Гоголь» в рамках «Московской недели моды» совместно с дизайнером одежды Катей Кочубей. Москва, 2008.

## Экспозиции
Участник многочисленных персональных и коллективных фотовыставок в России и за рубежом. География экспозиций — Нью-Йорк, Хьюстон, Вашингтон, Сидней, Копенгаген, Будапешт, Тель-Авив, Париж, Санкт-Петербург, Мурманск, Сургут, Смоленск, Талдом, Воркута, Краснодар, Кемерово, Новокузнецк, Ангарск, Иркутск, Владивосток и Тверь. В 2007—2008 году в Москве работы фотографа выставлялись в «ЦДХ», «Манеже», «Гостином дворе», «Центре современного искусства Винзавод», «Фотоцентре на Гоголевском», в галереях «Дом Нащокина», «FotoLoft» и «Артмарин»:

### 2011
- «В роли себя. Без правил». Галерея Современного Искусства «Проспект», Барнаул, октябрь-ноябрь 2011
- «В роли себя. Без правил». Арт-галерея, Ростов-на-Дону, сентябрь-октябрь 2011
- «В роли себя. Без правил». Галерея Современного Искусства, Ижевск, август-сентябрь 2011
- «В роли себя. Без правил». Краеведческий музей, Челябинск, август 2011
- «В роли себя. Без правил». Галерея Современного Искусства, Екатеринбург, июль-август 2011
- «В роли себя. Без правил». Галерея «Че», Новосибирск, июль 2011
- «В роли себя. Без правил». Дом художника, Пермь, июнь-июль 2011
- «В роли себя. Без правил». Центр Современного Искусства «Винзавод», Галерея «Photographer.ru», Москва, май-июнь 2011

### 2009
- «Алексей Никишин. Психологические портреты». Фотоярмарка / Digital Photo, Манеж, Санкт-Петербург, октябрь 2009
- «Works by Alexey Nikishin». Персональная выставка в Австралии. Jugglers Art Space Inc. Brisbane, Australia, август 2009
- «Алексей Никишин. Портреты». Фотофорум / Digital Photo, Москва, апрель 2009
- «Nepal: FMA Expedition 2008». Посольство Непала в России, Москва, апрель 2009
- «Мы живем на этой земле». Выставка и благотворительный аукцион. Арт-центр «Винзавод», галерея FotoLoft, Москва, Февраль 2009

### 2008
- «В роли себя. Перевоплощение». Дымов № 1, Москва, декабрь 2008
- «Метрополис-2008». Совместно с Валерием Плотниковым и др. Московская государственная Дума, Москва, декабрь 2008
- «ФотоФестиваль. Лучшее за год. Flashback: от репортажа до сюрреализма». Арт-центр Винзавод, галерея FotoLoft, Москва, декабрь 2008
- «Настоящая красота». Мега / Foto.ru , Москва, ноябрь 2008
- «В роли себя. Часть вторая. Перевоплощение». Арт-центр «Винзавод», галерея FotoLoft, Москва, ноябрь 2008
- «В роли себя. Музыка». Артефак, Москва, август 2008
- «В роли себя. Музыка». Артефак, Москва, август 2008
- «В роли себя. Музыка». Белингва, Москва, июнь 2008
- «В роли себя. Музыка». Б2, Москва, май 2008
- «В роли себя. Музыка». Проект ОГИ, Москва, май 2008
- «Алексей Никишин. Психологические портреты Звезд». Фотобиеннале 2008. Галерея Артмарин, Москва, апрель 2008
- «В роли себя. Часть первая. Музыка». Арт-центр «Винзавод», галерея FotoLoft, Москва, март 2008
- «Философия формы и тела». Галерея «Artmarin», Москва, февраль 2008

### 2007
- «Гоголь» на «Московской Неделе Моды». Гостиный двор, Москва, 2007
- «Четыре времени года». Галерея «Киселев» / Гостиный Двор, Москва, 2007
- «Город. Достойный Красоты». Совместно с В. Клавихо-Телепневым и др. Галерея «Дом Нащокина», Москва, 2007
- «Метрополис-2007». Центральный Дом Художника, Москва, 2007
- «The Best of „2nd Annual Photography Masters Cup / International Color Awards-2007“». Лондон, 2007
- «Art Of Inspirations». Организации Объединённых Наций, Нью-Йорк, 2007
- «The Best of „Trierenberg Super Circit & Specia Themes Circuit 2006“». Линз, Австрия, 2007

## Награды
- PHOTOGRAPH OF THE YEAR / MERID OF EXELENCE на «2nd Annual Photography Masters Cup / International Color Awards». 2007 (Великобритания).
- OUSTANDING ACHIEVEMENT на «2nd Annual Photography Masters Cup / International Color Awards». 2007 (Великобритания).
- «GOLD MEDAL / GRAND AWARD WINNER». 2006 (Австрия).

## Галерея

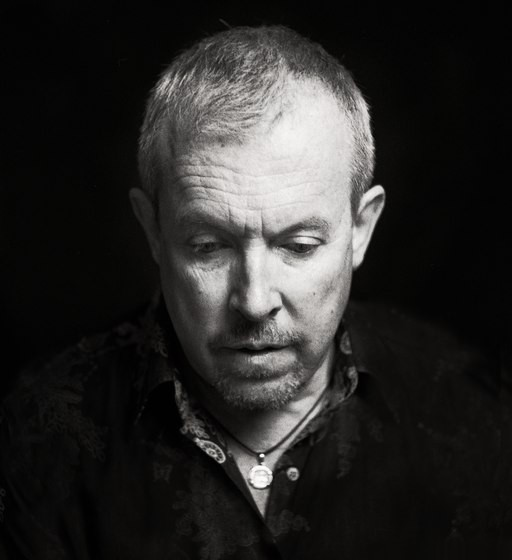
Андрей Макаревич
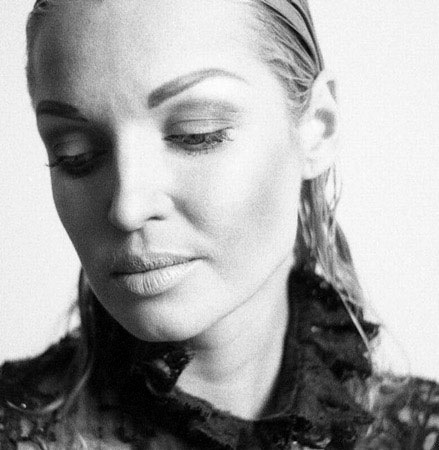
Анастасия Волочкова
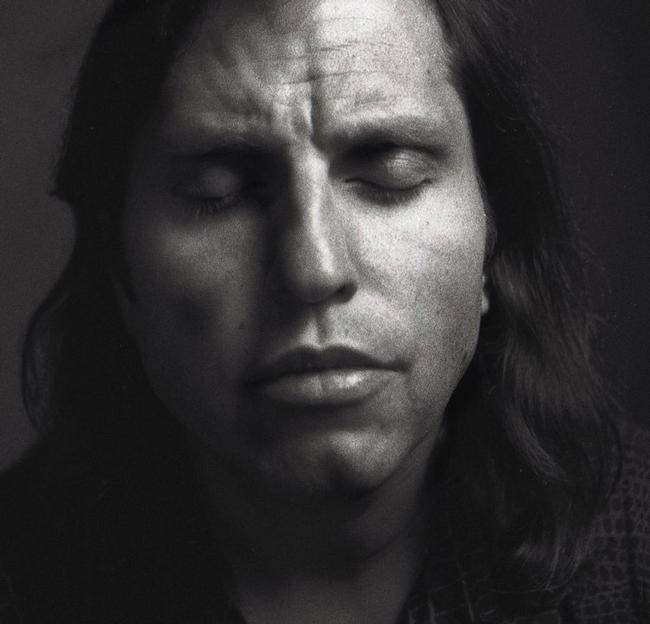
Александр Ревва
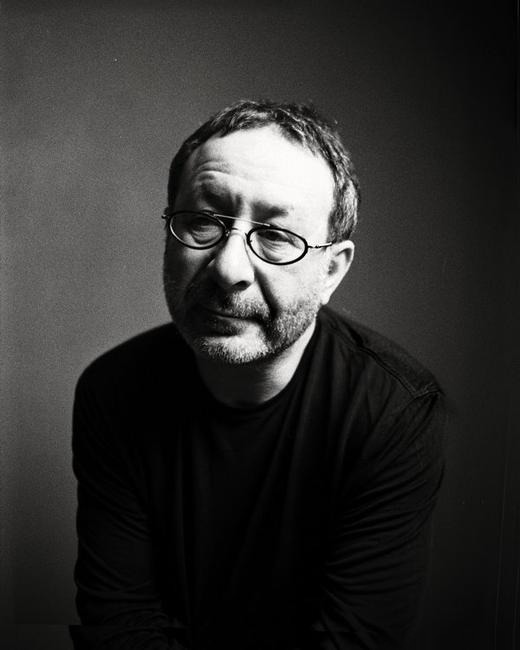
Евгений Маргулис
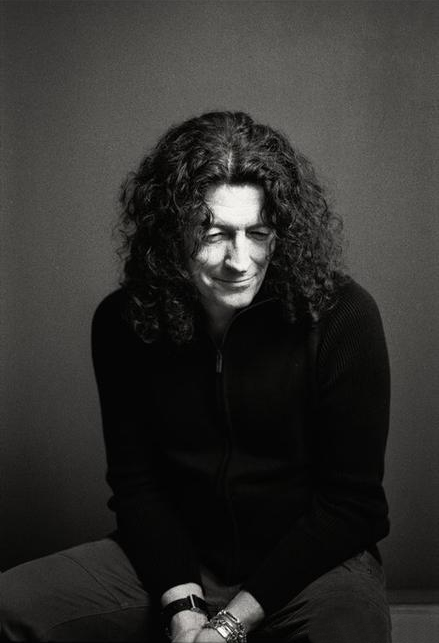
Сергей Галанин
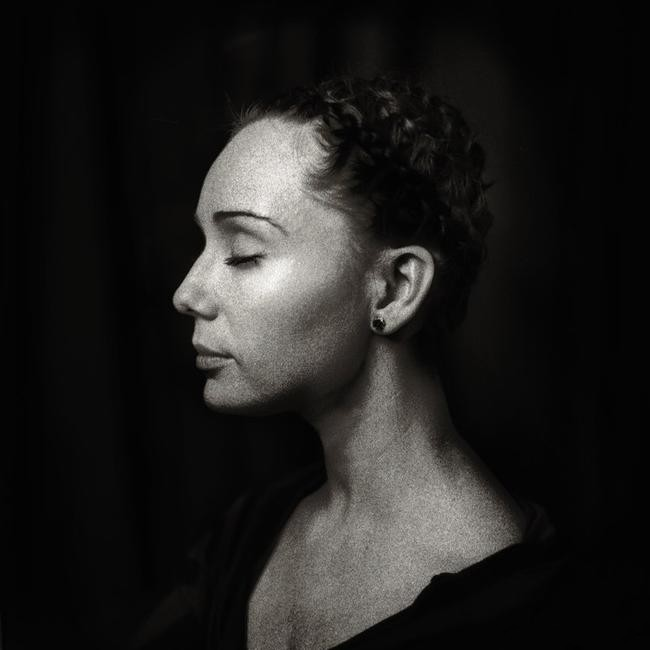
Чулпан Хаматова